# Moduł ściśliwości
Moduł ściśliwości (współczynnik ściśliwości) określa odporność na zmianę objętości ciała pod wpływem zmiany ciśnienia. Formalnie współczynnik ściśliwości można zdefiniować jako:
{\displaystyle \beta =-{\frac {1}{V}}{\frac {\partial V}{\partial p}},}
gdzie:
{\displaystyle p} – ciśnienie,
{\displaystyle V} – objętość.
Znak minus pochodzi stąd, że zwiększanie ciśnienia powoduje zmniejszanie objętości ciała i z tego powodu pochodna jest ujemna. Dla gazu doskonałego współczynnik ściśliwości zależy od ciśnienia. Zależność ta jest różna dla różnych przemian gazowych.

## Przemiana izotermiczna
W przemianie izotermicznej
{\displaystyle pV={\text{const}}.}
Po zróżniczkowaniu
{\displaystyle p\partial V+V\partial p=0,}
{\displaystyle p\partial V=-V\partial p,}
{\displaystyle {\frac {\partial V}{\partial p}}=-{\frac {V}{p}}.}
Podstawiając to wyrażenie do wzoru definiującego {\displaystyle \beta ,} dostaniemy
{\displaystyle \beta =-{\frac {1}{V}}\cdot \left(-{\frac {V}{p}}\right)={\frac {1}{p}}.}

## Przemiana adiabatyczna
W przemianie adiabatycznej:
{\displaystyle pV^{\kappa }={\text{const}},}
gdzie:
{\displaystyle \kappa } – wykładnik adiabaty (stosunek ciepła właściwego przy stałym ciśnieniu do ciepła właściwego przy stałej objętości).
Wyrażenie to można zlogarytmować
{\displaystyle \ln p+\kappa \ln V={\text{const}},}
a następnie wyznaczyć różniczkę
{\displaystyle {\frac {\partial p}{p}}+\kappa {\frac {\partial V}{V}}=0,}
{\displaystyle {\frac {\partial p}{p}}=-\kappa {\frac {\partial V}{V}},}
{\displaystyle {\frac {\partial V}{\partial p}}=-{\frac {1}{\kappa }}{\frac {V}{p}},}
skąd
{\displaystyle \beta ={\frac {1}{\kappa p}}.}
Dla gazów jest używana także inna wielkość zwana współczynnikiem ściśliwości (współczynnik kompresji) – jest to wielkość bezwymiarowa określająca odchylenie zachowania gazu rzeczywistego od gazu doskonałego.